# Polystichum longiaristatum
Polystichum longiaristatum är en träjonväxtart som beskrevs av Ren-Chang Ching. Polystichum longiaristatum ingår i släktet Polystichum och familjen Dryopteridaceae. Inga underarter finns listade.